# ジアヴェロット
ジアヴェロット（Giavellotto、2019年4月9日 - ）はアイルランド生産・イギリス調教の競走馬。主な勝ち鞍は、2024年の香港ヴァーズ、プリンセスオブウェールズステークス、2023年・2024年のヨークシャーカップ連覇。

## 戦績
2歳時(2021年)
2021年12月19日にケンプトンパーク競馬場で行われたデビュー戦を勝利する。2歳時はこのデビュー戦のみでシーズンを終えた。
3歳時(2022年)
3月28日にニューカッスル競馬場で行われた一般戦を勝利してハンデ戦で勝ち負けを重ねた後、G1セントレジャーステークスに出走した。ここを3着に好走するも、次走のリステッド競走は2着に惜敗して3歳シーズンを終えた。
4歳時(2023年)
初の海外遠征となった始動戦のG2ドバイゴールドカップでは9着に大敗したものの、帰国後に挑んだG2ヨークシャーカップでは、ブービー人気を覆して重賞初制覇を飾った。しかし、次走のG1グッドウッドカップは5着、続くG2ロンズデールカップも3着と連敗して4歳シーズンを終えた。
5歳時(2024年)
前年度と同じく中東に遠征し、レッドシーターフHで始動するも5着、次走のドバイゴールドカップでも3着に敗れる。帰国後は前年度に勝利経験のあるG2ヨークシャーカップに出走。最後の直線では2着に4馬身差をつける圧勝で同レース連覇を達成した。続くG2プリンセスオブウェールズステークスでも残り1ハロンで逃げ馬を捕らえると、最後は3馬身差で圧勝して重賞を連勝した。しかし、次走のG1アイリッシュセントレジャーでは長距離王キプリオスの3着に敗れた。このレースで敗れた直後、「香港ヴァーズに来るべきだと強く主張した」という鞍上のO.マーフィー騎手の提言により、G1香港ヴァーズに出走した。レースには、ルクセンブルクやドバイオナーなど欧州のG1馬や日本からは桜花賞馬ステレンボッシュらが顔を揃えたが、最後の直線で内から鋭く伸びるとそのまま突き抜け、2着のドバイオナーに2馬身半差をつけて優勝。初のG1タイトルを獲得した。

## 血統表
| ジアヴェロットの血統           | ジアヴェロットの血統                                | ジアヴェロットの血統                                | （血統表の出典）                                    | （血統表の出典） |
| 父系                           | ダンジグ系                                          | ダンジグ系                                          | ダンジグ系                                          | [ § 2 ]          |
| 父 Mastercraftsman 2006年 芦毛 | 父の父Danehill Dancer 1993年 鹿毛                   | Danehill 1986年                                     | Danzig                                              | Danzig           |
| 父 Mastercraftsman 2006年 芦毛 | 父の父Danehill Dancer 1993年 鹿毛                   | Danehill 1986年                                     | Razyana                                             |                  |
| 父 Mastercraftsman 2006年 芦毛 | 父の父Danehill Dancer 1993年 鹿毛                   | Mira Adonde 1986年                                  | Sharpen Up                                          | Sharpen Up       |
| 父 Mastercraftsman 2006年 芦毛 | 父の父Danehill Dancer 1993年 鹿毛                   | Mira Adonde 1986年                                  | Lettre d'Amour                                      |                  |
| 父 Mastercraftsman 2006年 芦毛 | 父の母Starlight Dreams 1995年 芦毛                  | Black Tie Affair 1986年                             | Miswaki                                             | Miswaki          |
| 父 Mastercraftsman 2006年 芦毛 | 父の母Starlight Dreams 1995年 芦毛                  | Black Tie Affair 1986年                             | Hat Tab Girl                                        |                  |
| 父 Mastercraftsman 2006年 芦毛 | 父の母Starlight Dreams 1995年 芦毛                  | Reves Celestes 1979年                               | Lyphard                                             | Lyphard          |
| 父 Mastercraftsman 2006年 芦毛 | 父の母Starlight Dreams 1995年 芦毛                  | Reves Celestes 1979年                               | Tobira Celeste                                      |                  |
| 母 Gerika 2005年 栗毛          | 母の父Galileo 1998年 鹿毛                           | Sadler's Wells 1981年                               | Northern Dancer                                     | Northern Dancer  |
| 母 Gerika 2005年 栗毛          | 母の父Galileo 1998年 鹿毛                           | Sadler's Wells 1981年                               | Fairy Bridge                                        |                  |
| 母 Gerika 2005年 栗毛          | 母の父Galileo 1998年 鹿毛                           | Urban Sea 1989年                                    | Miswaki                                             | Miswaki          |
| 母 Gerika 2005年 栗毛          | 母の父Galileo 1998年 鹿毛                           | Urban Sea 1989年                                    | Allegretta                                          |                  |
| 母 Gerika 2005年 栗毛          | 母の母Green Tern 1995年 鹿毛                        | Miswaki Tern 1985年                                 | Miswaki                                             | Miswaki          |
| 母 Gerika 2005年 栗毛          | 母の母Green Tern 1995年 鹿毛                        | Miswaki Tern 1985年                                 | Angela Serra                                        |                  |
| 母 Gerika 2005年 栗毛          | 母の母Green Tern 1995年 鹿毛                        | Green Leaves 1975年                                 | Rheingold                                           | Rheingold        |
| 母 Gerika 2005年 栗毛          | 母の母Green Tern 1995年 鹿毛                        | Green Leaves 1975年                                 | Hidden Key                                          |                  |
| 母系(F-No.)                    | 3(FN:3号族)                                         | 3(FN:3号族)                                         | 3(FN:3号族)                                         | [ § 3 ]          |
| 5代内の近親交配                | Miswaki4×4×4＝18.75％ Northern dancer5×5×4＝12.50％ | Miswaki4×4×4＝18.75％ Northern dancer5×5×4＝12.50％ | Miswaki4×4×4＝18.75％ Northern dancer5×5×4＝12.50％ | [ § 4 ]          |
| 出典                           | 1. 2. 3. 4.                                         | 1. 2. 3. 4.                                         | 1. 2. 3. 4.                                         | 1. 2. 3. 4.      |